# Лебедев, Сергей Сергеевич
Сергей Сергеевич Лебедев (род. 1981, Москва) — русский прозаик, журналист. Автор романов «Предел забвения», «Год кометы», «Люди августа», «Гусь Фриц» и «Дебютант».

## Биография
Родился в 1981 году в Москве в семье геологов. С четырнадцати лет восемь сезонов проработал в геологических экспедициях на севере России и в Казахстане. С 2000 по 2014 год — журналист, заместитель главного редактора газеты «Первое сентября». Стихи публиковались в журналах «Звезда» и «Знамя». Пишет прозу, исследующую травмы и белые пятна советского прошлого. Романы входили в лонг- и шорт-листы российских и европейских литературных премий, переведены на ведущие языки мира (21 язык).
В марте 2022 года подписал открытое письмо, осуждающее российское вторжение на Украину.

## Творчество
Первый роман Сергея Лебедева «Предел забвения» вошел в длинный список премии «Большая книга» и в длинный список премии «Национальный бестселлер» в 2010 году. Роман переведен или переводится на 15 языков: английский (издательство New Vessel Press), немецкий (издательство Fischer), французский (издательство Verdier), чешский (издательство Pistoruis&Olsanska), итальянский (издательство Keller), шведский (издательство Natur & Kultur), польский (издательство Claroscuro Publishing House), македонский, венгерский, грузинский, тамильский и другие языки.
В 2016 году роман «Предел забвения» вошел в число 10 лучших книг, переведенных на английский язык, по версии Wall Street Journal.
Второй роман «Год кометы» вышел в 2014 году в издательстве «Центр книги Рудомино». Был переведен на английский (издательство New Vessel Press) и французский (издательство Verdier).
Третий роман «Люди августа» был опубликован в Германии осенью 2015 года (издательство Fischer) и в 2016 году в России (издательство «Альпина Паблишер»). Вошел в короткие списки литературных премий «Букер» и «Нос».
Четвертый роман «Гусь Фриц» вышел в 2018 году в издательстве «Время», переводится на английский (издательство New Vessel Press) и немецкий языки (издательство Fischer).
Из рецензий:
- «Сергей Лебедев открывает новое пространство в литературе. Проза Лебедева — это точные образы и колоссальный дар наблюдения». (Der Spiegel)
- «Красота языка почти нестерпима…». (Frankfurter Allgemeine Zeitung)

## Отзывы и критика
Светлана Алексиевич
«Выключите телевизор и вчитайтесь… Сергей Лебедев пишет не о прошлом, а о дне сегодняшнем. Он пишет о том, что мы до сих пор не пережили, не осмыслили эпоху Сталина. Перестройка кажется уже забытой стариной, а Сталин живой. В девяностые годы мы все были романтиками, мы думали, что вот она — свобода. Но не может человек, проживший всю жизнь в лагере, выйти за ворота и назавтра стать свободным. Вместо перестройки и свободы — разворованная страна, русские воюют с украинцами, снова ставят памятники Сталину. В церквях молятся о великой России. Это уже не поколение Сталина, а их дети. Дети их детей. Бесконечная и темная связь. Герои Лебедева ищут путь, способ, как разорвать эту пуповину…»
Владимир Сорокин
«Сергей Лебедев — замечательный писатель, обладающий двумя редкими дарами: благородством стиля и точнейшей внутренней оптикой, позволяющий ему увидеть и прочувствовать всю глубину антропологической катастрофы, произошедшей в России XX века. Лебедев разглядел то, что осталось неразличимым для большинства советских и постсоветских писателей».
Люк Хардинг
“Проза Лебедева, бывшего геолога, вскрывает то, что скрыто под землей: внутреннюю жизнь предыдущих поколений, похороненную под слоями официальных мифов и самообмана… Странный дуализм, который позволяет любящим отцам днем служить тирану, а ночью бережно укутывать своих детей одеялом».
Карл Уве Кнаусгор
«Книги Лебедева — об истории, которая тенью лежит на всем, что он пишет. Такая интенсивность ее присутствия говорит о том, что заложенные в ней конфликты и противоречия до сих пор не разрешены, до сих пор влияют на российское общество — пусть неясно, но вполне осязаемо».

##### Антологии (составитель)
«Воспитание: возвращаясь к изначальным смыслам. Антология классических и неклассических текстов о педагогике». М.: Первое сентября, 2008.
«Гений детства. Становление человеческой личности в фокусе воспоминаний». М.: Первое сентября, 2009
Nein! [njet]. Stimmen aus Russland gegen den Krieg. (нем.) / Lebedev,Sergej (Herausgeber). — Hamburg: Rowohlt Verlag, 2025. — 381 S. — ISBN 978-3-4980-0743-0.

#### Избранные статьи
- Варлам Шаламов. Человек с планеты Колыма
- Алтарь Победы. О войне между культом и памятью
- Юрий Дмитриев: «И такой то ли стон, то ли шелест ветра: и меня вспомни, и меня, и меня…» Интервью писателя Сергея Лебедева с историком Юрием Дмитриевым
- Дмитриев. Писатель Сергей Лебедев о человеке, который спасает нас всех
- 1937 год: трагедия человеческого сознания. 30 октября — День памяти жертв политических репрессий
- Репрессивное сознание: поколенческие уроки. Несмотря на все перемены последних десятилетий, насилие по-прежнему остается доминантой и в человеческих, и в управленческих отношениях
- В изгнание по водам
- Доверяя взгляду. Об уходящем жанре путешествий без фотоаппарата
- Деление на ноль или человек в логике причинности. О драматических парадоксах романа Джорджа Оруэлла «1984»
- След подошвы на портрете. Когда общество упраздняет само себя
- Точка распада. О месте, где закончилась одна история. И началась другая
- Стамбульский блокнот
- Наши и «Наши». О времени, в котором притяжательные местоимения становятся знаком силы. Знаменательная метаморфоза
- Дети рубежа. О писателях пограничья времен и империй
- Ступка с медным пестиком
- «…Есть музыка над нами». Осенью этого года — 70 лет с того дня, как впервые была исполнена Пятая симфония Дмитрия Шостаковича, написанная в 1937 году
- «Необратимым нечто может быть лишь в человеке». 15 сентября исполнилось бы 80 лет философу Мерабу Мамардашвили
- Внештатный человек. Памяти Григория Соломоновича Померанца

## Награды и премии
- 2011 год. «Предел забвения» — премия «Большая книга», лонг-лист.[15]
- 2016 год. «Люди августа» — премия «Русский букер», шорт-лист.[16]
- 2016 год. «Люди августа» — премия «НОС», шорт-лист.[17]
- 2016 год. «Люди августа» — премия «Ясная Поляна», лонг-лист.[18]
- 2017 год. «Предел забвения» — Best Translated Book Award, США, шорт-лист.[19]
- 2019 год. «Предел забвения» — литературная премия Центральной Европы «Ангелус», Польша, шорт-лист.[20]
- 2020 год. «Гусь Фриц» — литературная премия Центральной Европы «Ангелус», Польша, шорт-лист и приз читательских симпатий имени Натальи Горбаневской.[21]
- 2020 год. «Предел забвения» — Jan Michalski prize[англ.], Швейцария, лонг-лист.[22]
- 2021 год. «Дебютант» — Jan Michalski prize[англ.], Швейцария, шорт-лист.[23]
- 2021 год. «Дебютант» — литературная премия Центральной Европы «Ангелус», Польша, шорт-лист.[24]
- 2022 год. «Дебютант» — литературная премия Transfuge, Франция, в номинации «Лучший роман на иностранном языке».[25]
- 2022 год. «Дебютант» — международная литературная премия Дома культуры Стокгольма, шорт-лист.[26]